# Saurisserie

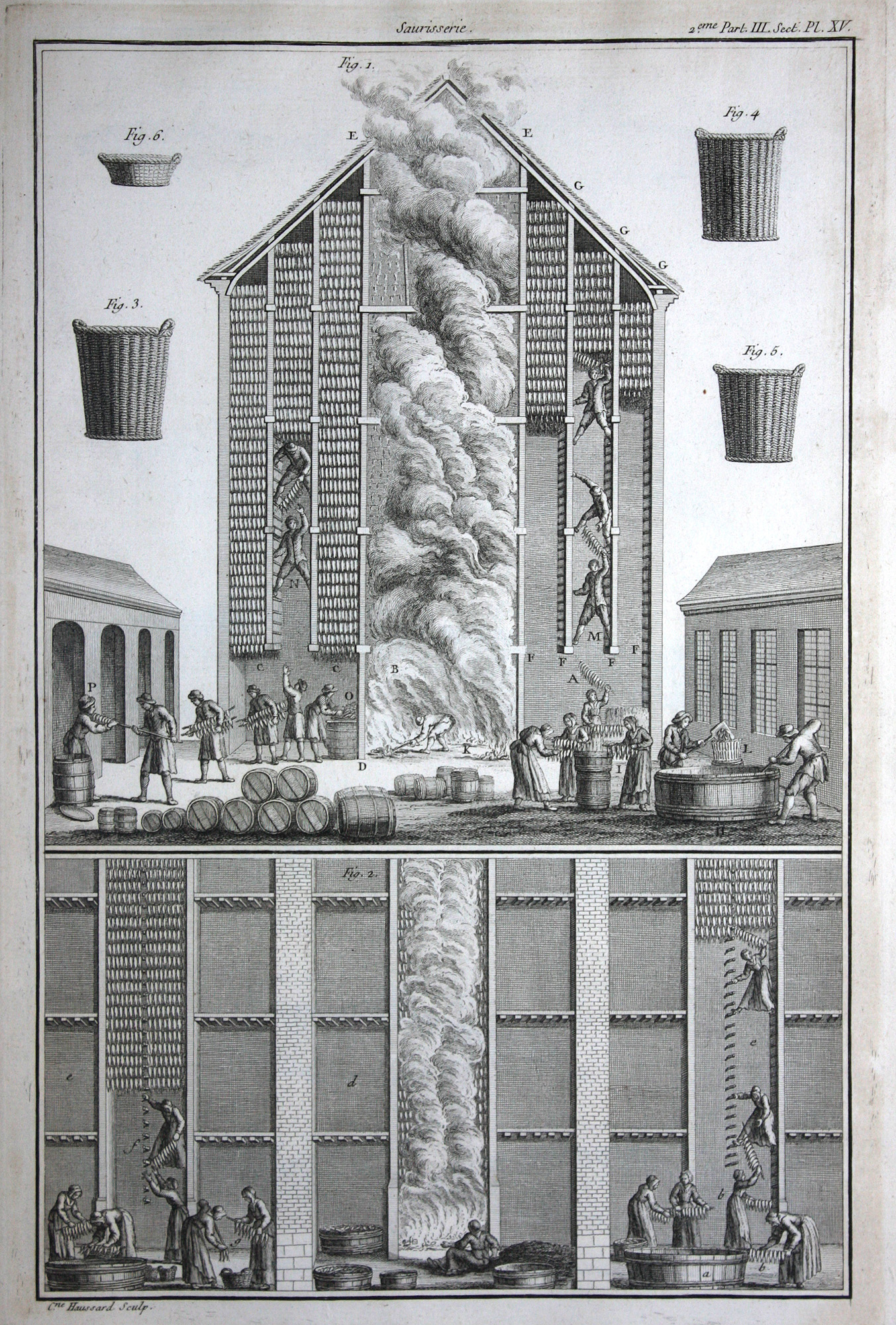
Image ancienne d'une saurisserie.

Une saurisserie ou une saurerie sont des lieux où sont fumés les poissons, particulièrement les harengs ou les saumons. Le terme dérive des verbes synonymes « saurer » et « saurir », formés sur l'adjectif « saur », qui vient du mot néerlandais « soor »  signifiant « séché ».